# Baltika (bier)

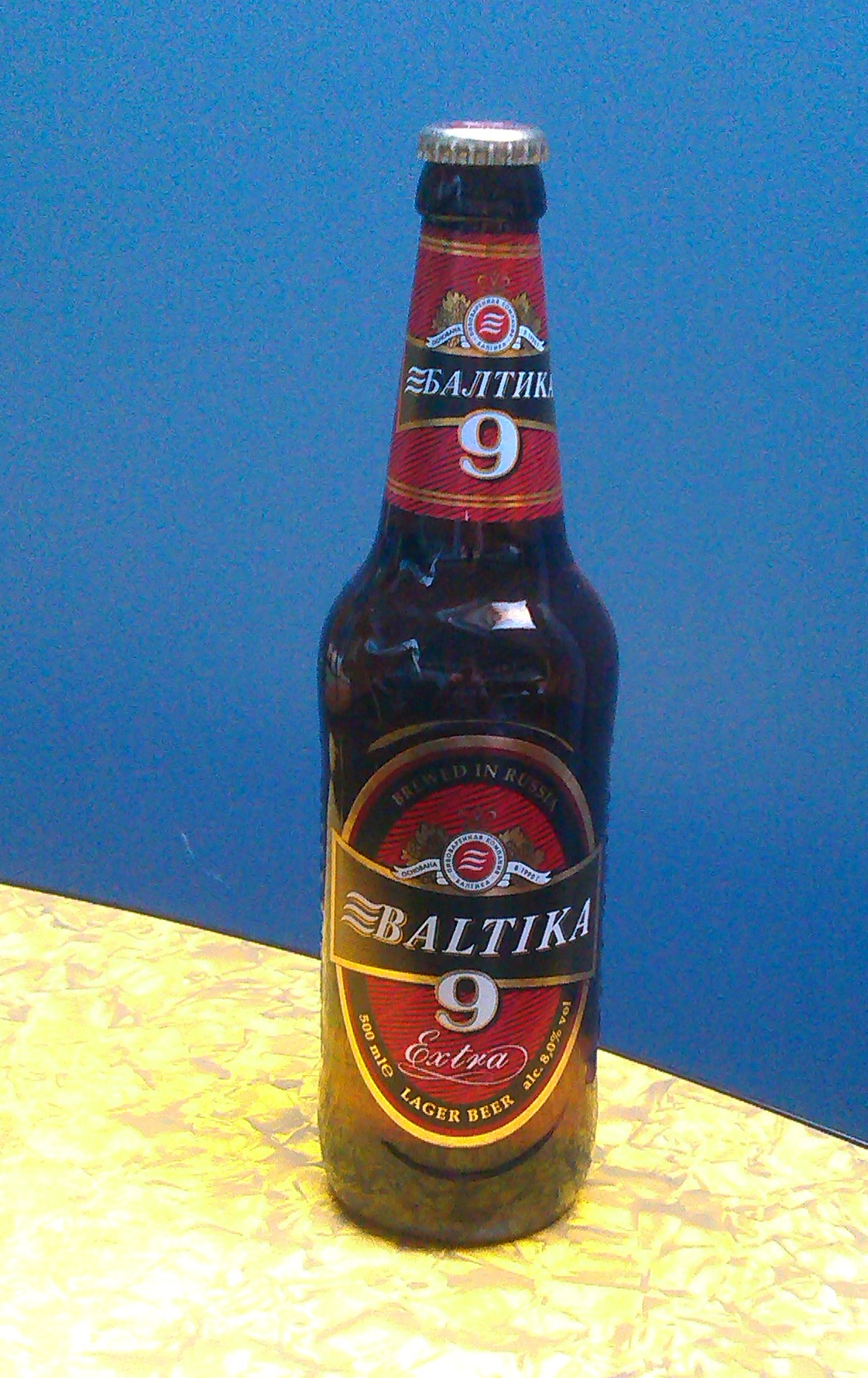
Baltika 9 Extra

Baltika (Russisch: Балтика) is een Russisch biermerk, dat in een negental versies op de markt gebracht wordt.
Het bier wordt sinds 1992 gebrouwen door Baltika Breweries te Sint-Petersburg, van april 2008 tot 2023 behorende bij de Carlsberg Group. Baltika is een van de drie meest voorkomende bieren in Rusland en het best verkochte Russisch bier in West-Europa. In 2009 werd in totaal 270 miljoen liter bier verkocht.
Baltika bieren worden onder licentie geproduceerd in Kazachstan, Oekraïne, Oezbekistan en Azerbeidzjan, het Verenigd Koninkrijk en Australië.

## Varianten
- Baltika nr.1 Non-alcoholic, blond bier met een alcoholpercentage minder dan 0,5%, sinds 2001 gebrouwen.
- Baltika nr.2 Pale, blond bier met een alcoholpercentage van 4,7%, sinds 2004 gebrouwen.
- Baltika nr.3 Classic, blond bier met een alcoholpercentage van 4,8%, sinds 1992 gebrouwen.
- Baltika nr.4 Original, bruin bier met een alcoholpercentage van 5,6%, sinds 1994 gebrouwen.
- Baltika nr.5 Golden lager, blond bier met een alcoholpercentage van 5,3%.
- Baltika nr.6 Porter, bruin bier met een alcoholpercentage van 7%, sinds 1994 gebrouwen.
- Baltika nr.7 Export, blond bier met een alcoholpercentage van 5,4%, sinds 1994 gebrouwen, ter gelegenheid van de Goodwill Games in St. Petersburg
- Baltika nr.8 Wheat beer, blond tarwebier met een alcoholpercentage van 5%, sinds 2001 gebrouwen.
- Baltika 9 Extra, blonde lager met een alcoholpercentage van 8%.